# Немирович-Данченко Варвара Іванівна
Варва́ра Іва́нівна Немиро́вич-Да́нченко (по сцені Немирович; Світланова; нар. 1856 — пом. 1901) — опереткова та драматична акторка українсько-вірменського походження, відома за виступами в київському театрі «Соловцов», сестра Володимира і Василя Немировичів-Данченків.

## Життєпис
Народилась 1856 року в родині українця Івана Васильовича Немировича-Данченка (полковника у відставці) і вірменки Олександри Каспарівни Ягубян.
Артистичну діяльність розпочала 1884 року з легких опереткових ролів каскадного жанру, в яких мала великий успіх. Найкращі партії того часу вона зіграла в оперетках «Маскот», «Мушкетери» і «Бабка та мурашка», з якими виступала у Києві в театрі Сєтова, а згодом в Петербурзі.
Прослуживши в оперетці років п'ять-шість Варвара Іванівна зробила річну перерву в кар'єрі і згодом перейшла в драму (спочатку грала в Петербурзі, а згодом у київському театрі «Соловцов»), де її талант засяяв новими фарбами. Театралам того часу запам'ятались її ролі Бетсі в «Плодах просвіти», Наталі Дмитрівни в «Лихо з розуму», Лєночки в «Одруженні Бєлугіна», Віри в «Старому гарті», Менестрель в «Чоловікові знаменитості», Клавдії в «Старих роках», Олени Андріївни в «Дяді Вані», причому останню роль вона зіграла раніше ніж її брат Володимир зробив свою відому постановку «Дяді Вані» в 1899 році.
Улюбленою її роллю була роль Пашеньки в однойменній п'єсі Персіянової (Рябової).
Через хворобу (сухоти) 1899 року покинула сцену. Останній період свого життя мешкала і лікувалась на півдні Франції.
Мама Олександра Каспарівна доглядала її до самої смерті. Брат Володимир часто навідував сестру, особливо в останні роки її життя.
Померла 1901 року в Києві.

## Ролі в Театрі «Соловцов»
Серед найкращих її ролей в театрі «Соловцов»:
- Лачинова («У горах Кавказу» І. Щеглова), 1893
- Бетсі («Плоди просвіти» Л. Толстого), 1893
- Роль у водевілі «Осінній вечір на селі» Н. Куликова, 1893
- Дорімена («Міщанин у дворянстві» Мольєра), 1894
- Королева неаполітанська («Мадам Сан-Жен» В. Сарду), 1894
- Пауліна («Зимова казка» В. Шекспіра), 1895
- Анісья («Влада темряви» Л. Толстого), 1895
- Роль у виставі «Дикунка» О. Островського та В. Соловйова, 1896
- Віра («Старий гарт» О. Сумбатова), 1896
- Аркадіна («Чайка» А. Чехова), 1896
- Богиня музики Евтерпа (пролог «Торжество мистецтва» на слова А. Френкеля й музику Й. Прибіка), 1896
- Олена Андріївна («Дядя Ваня» А. Чехова в постановці Недєліна), 1898
- Магда («Візник Геншель» Г. Гауптмана), 1899
- Цариця Ірина («Цар Федір Іоанович» О. Толстого), 1899